# Prokop Podlipský
Prokop Podlipský (9. srpna 1859 Praha – 4. dubna 1900 Praha) byl český právník, politik a redaktor.

## Život
Byl synem spisovatelky Sofie Podlipské a jejího manžela Josefa. Studoval gymnázium a právnickou fakultu, pak pracoval v advokacii.
Brzy se zapojil do veřejné činnosti. Jako student byl starostou akademického čtenářského spolku. Roku 1893 se stal členem sboru obecních starších v Praze a o rok později městské rady. V roce 1895 byl zvolen poslancem Českého zemského sněmu za okresy Rychnov nad Kněžnou, Žamberk, Kostelec nad Orlicí a Dobruška. Několik let působil jako předseda Národní jednoty severočeské. Byl jedním z nejznámějších mladých českých politiků.
Od roku 1896 také zastával funkci redaktora časopisu Česká revue, tiskového orgánu mladočeské strany.
Současníci na něm oceňovali velkou angažovanost ve prospěch českého národa. Zemřel v dubnu 1900 a spolu s rodinou je pohřben v hrobce na Olšanských hřbitovech.

### Rodinný život
Se svou manželkou Marií roz. Václav Kučera měl tři syny a jednu dceru. Jeho syn Václav byl stejně jako on doktor.